# Drachma (moneta)

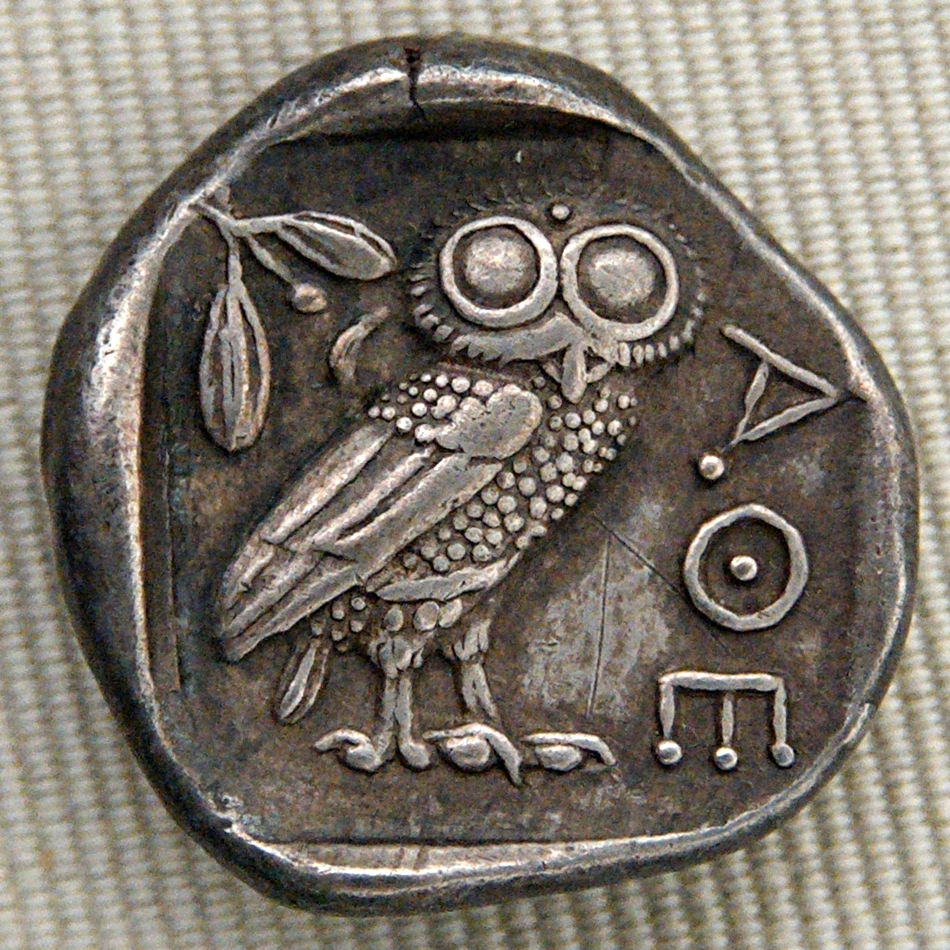
Tetradrachma ateńska z symbolicznym wizerunkiem sowy – ptaka Ateny

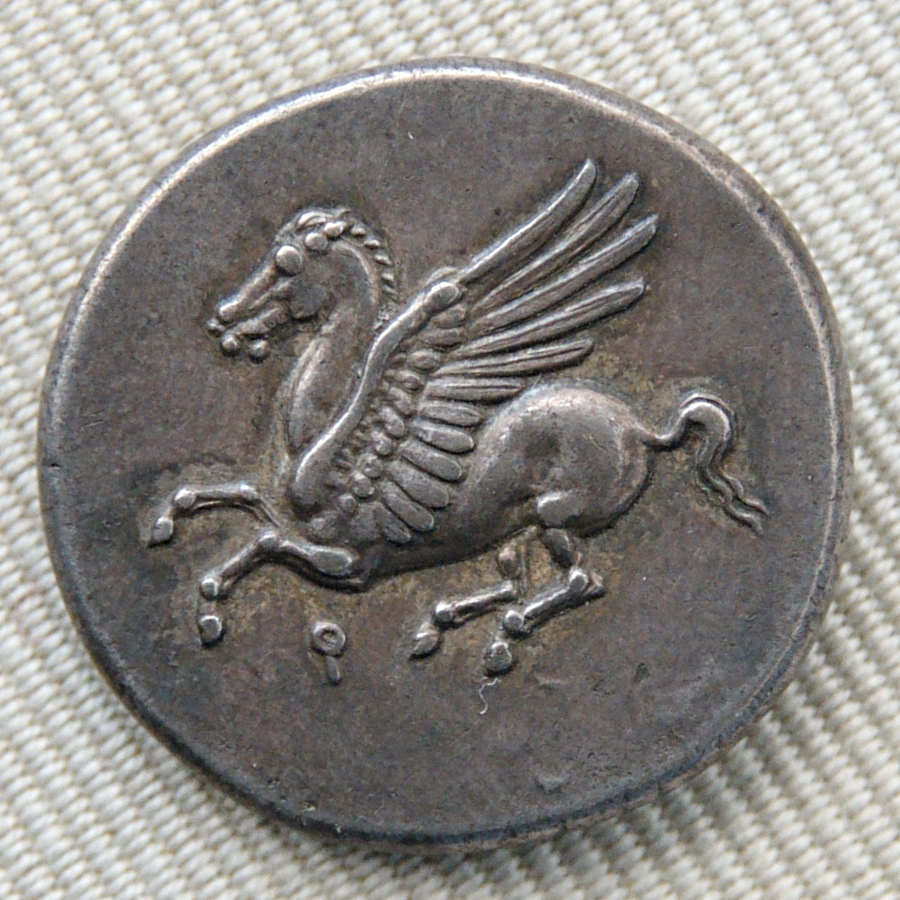
Tridrachma koryncka z wizerunkiem mitycznego Pegaza

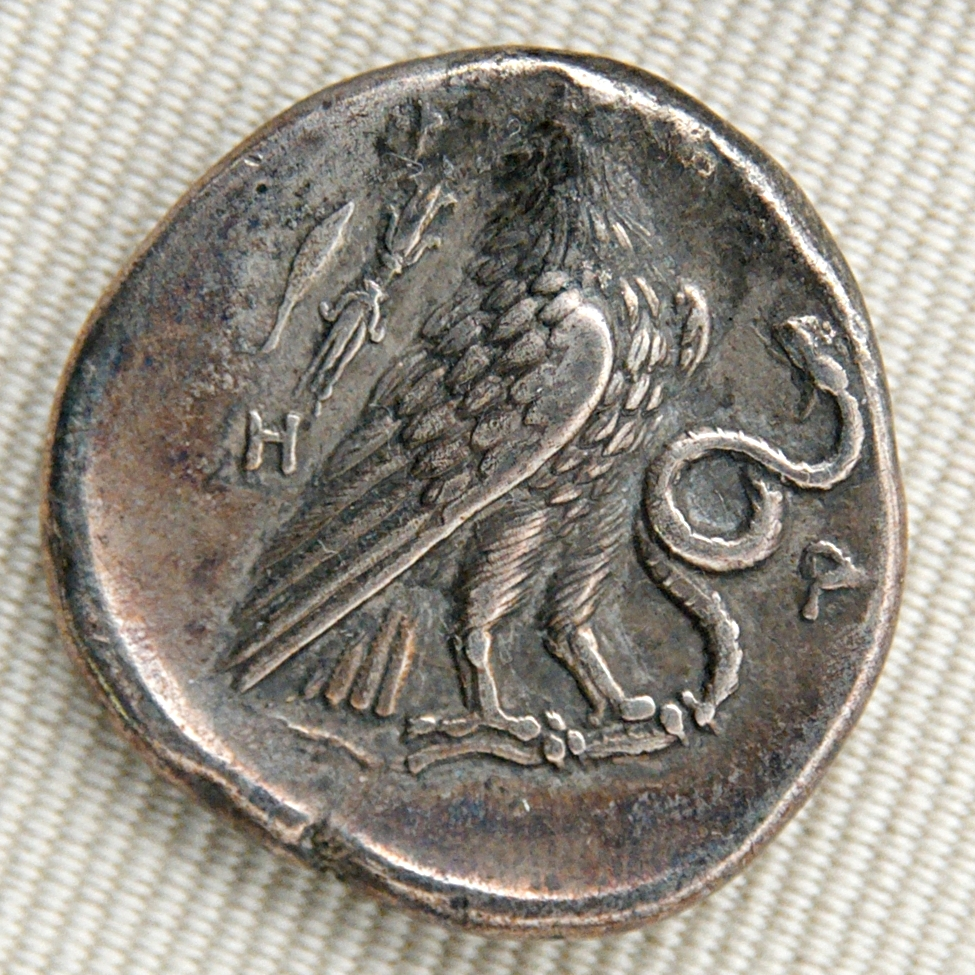
Didrachma Olimpii (Elidy) z orłem Zeusa depczącym węża

Drachma (stgr. δραχμή drachmḗ od dratchomai – chwytam) – podstawowa moneta srebrna w starożytnej Grecji, rozpowszechniona też w państwach Azji Mniejszej i w części starożytnego Bliskiego Wschodu (m.in. Syria, Egipt) oraz w Kartaginie; jako podstawowa jednostka monetarna emitowana również w Grecji nowożytnej (1832–2002).
W starożytności była jednostką tak upowszechnioną jak rzymski denar (denarius). Rozpowszechnienie, szczególne znaczenie i popularność monet niektórych państw-polis oddawały ich potoczne określenia, np.:
- ateńskie „sowy” (lub „sowy z Laurionu”) w odniesieniu do drachm attyckich bitych z pozyskiwanego tam srebra[2];
- chelone („żółwie”) względem monet egineckich (statera i jego frakcji), oznaczanych symbolem żółwia (gr. χελώνη) i będących w szerokim obiegu zwłaszcza na Peloponezie[3].

Obrachunkowo drachma wynikała z podziału talentu na szekiel, który jako stater stał się podstawową jednostką ogólnego systemu monetarnego Greków. W zależności od lokalnego systemu miar i wag, ich drachma srebrna miała wagę 4,36 g (w systemie eubejskim, potem attyckim), 6,28 g (fenickim), 6,20 g (egineckim), 2,80 g (korynckim).
Grecy dzielili drachmę na 6 oboli lub na 48 chalków (czyli „miedziaków”);
kwotę 6000 drachm określano jako talent, 100 drachm nazywano miną.
Frakcje i wielokrotności:
- 1/128 drachmy – lepton
- 1/48 drachmy – chalk
- 1/6 drachmy – obol
- 1/2 drachmy – hemidrachma
- 2 drachmy – didrachma (stater srebrny)
- 3 drachmy – tridrachma
- 4 drachmy – tetradrachma
- 5 drachm – pentadrachma
- 6 drachm – heksadrachma
- 8 drachm – oktodrachma
- 10 drachm – dekadrachma
- 12 drachm – dodekadrachma

Przez około tysiąclecie drachmy pozostawały w powszechnym obiegu w krajach basenu Morza Śródziemnego i Morza Czarnego, w ograniczonym zakresie emitowane również prowincjonalnie (lokalne) w czasach rzymskich. Naśladownictwo i historyczną kontynuację drachmy stanowi arabski dirhem.